# Bernard của Ý
Bernhardus (tiếng Pháp: Bernard, tiếng Đức: Bernhard, tiếng Ý: Bernardo; 797 – 17 tháng 4 năm 818) là con trai ngoài giá thú của Pippinus Carlomannus và là Vua của Ý từ năm 810 đến năm 818. Ông đã âm mưu chống lại chú mình, Hoàng đế La Mã Ludovicus Pius, vì bất mãn với sắc chỉ Ordinatio Imperii của hoàng đế này biến ông thành chư hầu của người anh em họ Lotharius. Khi âm mưu bị phát giác, Ludovicus đã cho người chọc mù và giết chết Bernhardus sau đó.

## Cuộc sống
Bernhardus sinh năm 797, là con trai Vua của Ý (Rex Italie) Pippinus Carlomannus, cháu nội của Hoàng đế La Mã Carolus Magnus. Năm 810, Pippinus qua đời vì căn bệnh mắc phải trong cuộc bao vây Venezia. Bernhardus kế vị và kết hôn với một người phụ nữ tên là Cunigunda, nhưng năm kết hôn và nguồn gốc của bà không được biết rõ. Một số nguồn gọi bà là "người Laon". Họ có một người con trai, Pepin, Bá tước Vermandois, sinh năm 817.
Năm 817, Ludovicus Pius đã ban hành sắc chỉ Ordinatio Imperii, nêu chi tiết về tương lai của Đế chế Frank. Theo đó, phần lớn lãnh thổ của người Frank thuộc về Lotharius, con trai cả của Ludovicus; Bernhardus không nhận được thêm phần lãnh thổ nào, và mặc dù quyền cai trị của ông ở Ý đã được xác nhận, ông vẫn bị xem là một chư hầu của Lotharius, giống như ông đã từng là chư hầu của ông nội Carolus và người chú Ludovicus. Một số cố vấn của ông, bao gồm Bá tước Eggideo và viên thị thần Reginhard, đã thuyết phục Bernhardus rằng sự sắp xếp này đe dọa đến vị thế của ông. Một số nhân vật khác cũng được ghi nhận là có liên quan đến sự kích động này, nhưng hầu hết chúng khá mơ hồ.
Trước đó, mối quan hệ của Bernhardus với chú mình dường như khá hợp tác. Lời phàn nàn chính của Bernhardus từ quan niệm ông là chư hầu của Lotharius. Trên thực tế, vị trí thực tế của ông không hề thay đổi theo các điều khoản của sắc lệnh, và ông có thể tiếp tục cai trị một cách an toàn theo một hệ thống của riêng mình. Tuy nhiên, những báo cáo "một phần đúng" đã đến tai Ludovicus Pius rằng cháu trai của ông đang có kế hoạch thiết lập một chế độ "phi pháp" — tức là độc lập — ở Ý. Điều này đã làm Ludovicus Pius nổi giận và đã phản ứng nhanh chóng với âm mưu này. Quân đội của Ludovicus hành quân về phía nam đến Chalon, làm cho Bernhardus và đồng bọn đã bị bất ngờ.
Bernhardus đến Chalon để cố gắng thương lượng, nhưng ông và những kẻ cầm đầu đã buộc phải đầu hàng Ludovicus, sau đó bị đưa đến Aachen để bị xét xử và kết án tử hình. Ludovicus ra vẻ 'thương xót' giảm nhẹ bản án của họ thành hình phạt chọc mù, điều này sẽ vô hiệu hóa Bernhardus như một mối đe dọa mà không thực sự giết chết ông; tuy nhiên, quá trình làm mù (thực hiện bằng cách ấn một chiếc dao găm đỏ rực vào nhãn cầu) đã gây ra tổn thương quá lớn đến nỗi Bernhardus đã tử vong trong đau đớn 2 ngày sau khi thực hiện hình phạt. Cùng lúc đó, Ludovicus cũng ra lệnh cắt tóc và giam giữ các anh em cùng cha khác mẹ của mình là Drogo, Hugh và Theoderic trong các tu viện để ngăn chặn những nhánh khác của Carolingian thách thức dòng chính. Ông cũng đối xử khắc nghiệt với những người có tội hoặc bị nghi ngờ âm mưu với Bernhardus: Theodulf xứ Orleans bị cầm tù và chết ngay sau đó; những kẻ chủ mưu giáo dân bị bịt mắt, các giáo sĩ bị phế truất và bị cầm tù; tất cả đều mất đất đai và danh dự.
Một văn bản có tên là Cái nhìn của người phụ nữ nghèo xứ Laon chỉ trích Ludovicus Pius về cái chết của Bernhardus.

## Di sản

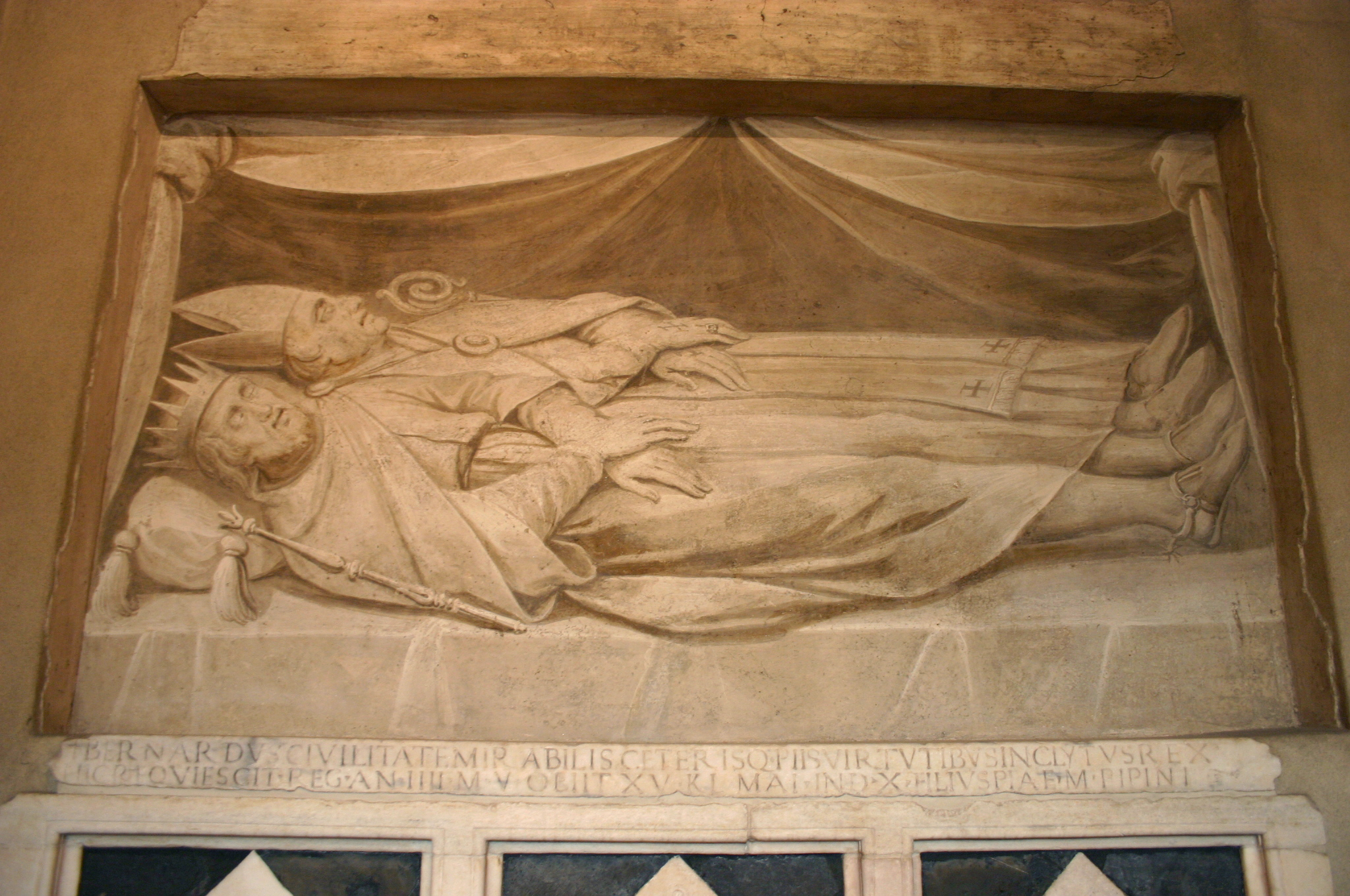
Bức bích họa tưởng niệm thế kỷ 17 từ ngôi mộ của Bernhardus ở Milan, Ý

Vương quốc Ý của Bernhardus được sáp nhập vào đế chế Frank và sau đó được trao lại cho Lotharius. Năm 822, Ludovicus Pius đã thực hiện một cuộc sám hối công khai tại Attigny, nơi ông thú nhận trước toàn thể triều đình rằng đã giết chết cháu trai mình một cách tội lỗi; ông cũng chào đón những người anh cùng cha khác mẹ trở về với mình. Những hành động này có thể xuất phát từ cảm giác tội lỗi về vai trò của ông trong cái chết của Bernhardus. Một số nhà sử học cho rằng hành vi của ông khiến ông dễ bị giới tăng lữ thống trị và làm giảm uy tín cũng như sự tôn trọng của ông trong giới quý tộc Frank. Tuy nhiên, những người khác chỉ ra rằng âm mưu của Bernhardus là một mối đe dọa nghiêm trọng đối với sự ổn định của vương quốc, và phản ứng cũng không kém phần đe dọa; do đó, việc Ludovicus thể hiện sự sám hối "là một cử chỉ được cân nhắc kỹ lưỡng để khôi phục sự hòa hợp và tái lập quyền lực của ông." 